# 産業精神保健
産業精神保健（さんぎょうせいしんほけん、Industrial & Occupational mental health）とは、労働安全衛生の一分野であり、職場における精神衛生（メンタルヘルス）を扱う。精神疾患が労働生産性にもたらす損失は大きく、国際労働機関(ILO)は精神疾患の社会的費用について、EU圏ではGDPの3-4%に上ると推定している（2012年）。2018年にはEU圏におけるコストはGDPの6%（2400億ユーロ）以上と推定された。
精神疾患者の多くは雇用されており、中程度の精神疾患を持つ人の70%、深刻な人の50%は雇用されている。

## 疾患リスク
|                                 | 疾患あり | 疾患なし |
| ------------------------------- | -------- | -------- |
| 病欠率                          | 32%      | 19%      |
| 病欠期間                        | 6.0日間  | 4.8日間  |
| 疾病就業 (プレゼンティーイズム) | 74%      | 26%      |

### アルコール乱用
職場によっては、雇用者のアルコール濫用・依存リスクが高いことがある。職種により様々ではあるが、建設業と運送業は、ウェイター・ウェイトレス並みに高リスクであるとされる。運送業においては、大型トラック運転手と荷物仕分人がとりわけ高リスクであるとされる。Epidemiologic Catchment Area study（ECA）では、一年間隔のインタビューにてアルコール乱用・依存のデータを収集している。研究によれば、調査対象は男性のみであったが、コントロール性が少ないが大きな肉体的負荷のかかる職種の労働者においてアルコール問題リスクが増加するとしている。

### 抑うつ
Eaton, Anthony, Mandel,Garrison (1990)らのグループは、ECA studyのデータに基づいて、DSM-III基準による大うつ病や社会的適応障害リスクが高いグループは、法律家、秘書、特別教育教員の3つの職業であると結論付けた。さらにECAでは、米国5つの地域の成人をサンプリングし、偏りのない相対的な職業別の精神疾患リスクを取り上げようとしたのだが、これらは横断的データであったためその精度は不確実であった。

### パーソナリティ障害
パーソナリティー障害は、労働へのコーピング、職場環境、他人と共に問題解決できる人間関係ポテンシャルと関連性があり、それは診断・深刻度・個性・職種にも依存するとされている。間接的な影響となるものには、不明確な教育課程や業務外の複合的要因（たとえば薬物乱用と病的な精神疾患の組み合わせ）などが疾患リスクとして挙げられる。しかしまたパーソナリティー障害は、能力平均以上に競争環境が激化することや、同僚の功績についての焦りによっても発症するとされている。

## 各国の状況
欧州のOECD諸国においては、全ての職種において職業性ストレスは増加傾向にある。国別に見れば、北欧諸国では20%程度と低く、アングロサクソン諸国では30-40%と高い。

### イギリス
イギリスの制度はOECD諸国において革新的であるとOECDは評しており、産業精神保健の重要性と経済への有害性は一般に高く理解されている。また保健サービスと雇用との提携も卓越的であり、雇用は治療計画の一部でなければならないとして保健サービスは取り組んでいる。

### オランダ
オランダでは、精神保健問題へのコストはGDPの3.3%に上るとOECDは推定しており、失業・生産性低下をもたらしている。他のOECD諸国と比べオランダは、精神疾患による病欠が30-50%も高率であり大きな問題となっている。オランダ労働人口の7.9%は障害給付を受給しているが、その3分の1を精神疾患が占めている（2012年）。失業給付・公的扶助も30-40%が精神疾患理由だとされている。OECDは労働法に精神疾患リスク予防を盛り込むこと、労働者に対し産業医への予防受診を提供できるようにすること、精神保健の知識を持った復職支援を行う専門職を設けることを勧告している。

### スウェーデン
スウェーデンでは精神疾患問題によって700億ユーロの生産性低下をまねいているとOECDは推定しており、スウェーデンにおける主要な労働年齢人口の労働市場排除要因であり、特に若年層で顕著である。スウェーデン人のNEETにおいては、若年男性では精神疾患罹患率が2倍となり、若年女性では不安・抑うつの罹患率がさらに高かった。OECDは、学校保健におけるケア資源を充実させかつガイドラインを策定すること、また「若者庁」などといった形でNEETを対象としたサービスを提供し、また青年クリニックにおける精神疾患介入の敷居を引き下げるよう勧告している。

### デンマーク
デンマークの制度は良好であるとOECDは評しており、精神疾患による生産性低下・医療社会支出はGDPの3.4%に上ると推定され、様々な施政がなされている。失業給付・障害給付における精神疾患比率は30-45%を占めるとされ、精神疾患者における失業率は2倍となっている。OECDはデンマーク労働環境省（Danish Working Environment Authority）に職場の精神的リスクに焦点を当て監査に注力すること、また労働環境コンサルタントの役割を強化するよう勧告している。

## 日本の状況
(財)社会経済生産性本部メンタル・ヘルス研究所の2008年報告は「企業における「心の病」は依然として増加傾向」としていたが、2010年報告において、同時期の自殺者統計と同様にやっと「企業における"心の病"増加傾向に歯止め〜取り組みの成果に手ごたえを感じつつある企業も増加〜」とした。

### 日本での法規制
労働衛生行政の中で、健康増進義務が法令上明示されたのは、1988年の労働安全衛生法の改正からである。そこでは「労働者の健康の保持増進のための措置」が事業者の努力義務とされた。
2008年に施行された「労働契約法」第5条「労働者の安全への配慮」では、安全配慮義務が明文化され、企業・事業所側（使用者・雇用主・事業者・経営者）に要求される労働契約上の安全配慮は、努力義務ではなく法的義務として課せられるようになった。
この解釈は、同法施行前に厚生労働事務次官および厚生労働省労働基準局から各都道府県労働局へあてた行政通達の中において言明されており、『法第5条の「生命、身体等の安全」には、心身の健康も含まれるものである』と定義した上で、「必要な配慮」については『労働者の職種、労務内容、労務提供場所等の具体的な状況に応じて、必要な配慮をすることが求められるものである』との明記があり、精神保健対策の不備が、企業・事業所側の安全配慮義務違反に含まれることが指摘されている。
2014年の労働安全衛生法改正では、職業性ストレスのチェックが義務付けられた（労働安全衛生法による健康診断）。これは精神疾患の発見ではなく、精神不調の未然防止を主目的とするものである（法案附帯決議）。

### 日本での略歴
- 1947年（昭和22年）
  - 「労働基準法」第75条「療養補償」、「労働基準法施行規則」第35条「業務上の疾病」
- 1972年（昭和47年）
  - 「労働安全衛生法」第69条「健康教育等」、第70条「体育活動等についての便宜供与等」、第70条の2「健康の保持増進のための指針の公表等」
- 1988年（昭和63年）
  - 「事業場における労働者の健康保持増進のための指針（健康の保持増進のための指針公示第1号）」
- 1999年（平成11年）
  - 「心理的負荷による精神障害等に係る業務上外の判断指針（精神疾患への労働災害認定の判断指針）」
  - 精神疾患による自殺への労働災害認定に関する行政通達（労働省労働基準局通達）
- 2000年（平成12年）
  - 「事業場における労働者の心の健康づくりのための指針（旧指針。現在廃止）」
  - 「電通事件」が最高裁判所判決により安全配慮義務違反認定（過労⇒うつ病⇒自殺の因果関係と、企業側に債務不履行認定。損害賠償額：約1億6,800万円）[18]
- 2005年（平成17年）
  - セクシャルハラスメントによる精神疾患への労働災害認定に関する行政通達（厚生労働省労働基準局通達）
- 2006年（平成18年）
  - 「自殺対策基本法」第5条「事業主の責務」
  - 「労働者の心の健康の保持増進のための指針（健康の保持増進のための指針公示第3号）」
- 2007年（平成19年）
  - 「自殺総合対策大綱」
  - 「名古屋南労働基準監督署長事件（中部電力事件）」が名古屋高等裁判所判決により労働災害認定（ハラスメント⇒うつ病⇒自殺の因果関係認定）[19]
- 2008年（平成20年）
  - 「労働契約法」第5条「労働者の安全への配慮」
  - 労働契約法施行により今後は各企業・事業所側に労働者の心身両面への安全配慮義務が課せられる旨の行政通達（厚生労働省労働基準局通達）[17]
  - パワーハラスメントによる精神疾患への労働災害認定に関する行政通達（厚生労働省労働基準局通達）
- 2009年（平成21年）
  - 「心理的負荷による精神障害等に係る業務上外の判断指針（精神疾患への労働災害認定の判断指針）」改正
  - 判断指針改正により今後は（男女ともに）各種ハラスメントによる精神疾患も労働災害認定に加えられる旨の行政通達（厚生労働省労働基準局通達）[20]
- 2014年 - 労働安全衛生法が改正され、ストレスチェックが義務付けられた。

### 疫学
| 産業                           | 1人以上該当 | 産業                               | 1人以上該当 |
| ------------------------------ | ----------- | ---------------------------------- | ----------- |
| 農業,林業（林業に限る。）      | 3.1%        | 不動産業,物品賃貸業                | 9.0%        |
| 鉱業，採石業，砂利採取業       | 4.7%        | 不動産業                           | 10.6%       |
| 建設業                         | 7.0%        | 物品賃貸業                         | 6.9%        |
| 総合工事業                     | 6.1%        | 学術研究，専門・技術サービス業     | 14.0%       |
| 職別工事業（設備工事業を除く） | 3.8%        | 宿泊業，飲食サービス業             | 3.5%        |
| 設備工事業                     | 10.6%       | 宿泊業                             | 4.0%        |
| 製造業                         | 10.2%       | 飲食店                             | 3.5%        |
| 消費関連製造業                 | 7.1%        | 生活関連サービス業，娯楽業         | 2.8%        |
| 非金属系素材関連製造業         | 10.2%       | 洗濯・理容・美容・浴場業           | 2.0%        |
| 金属系素材関連製造業           | 7.5%        | その他の生活関連サービス業         | 4.8%        |
| 機械関連製造業                 | 15.0%       | 娯楽業                             | 2.7%        |
| 電気・ガス・熱供給・水道業     | 26.8%       | 教育，学習支援業                   | 8.2%        |
| 情報通信業                     | 31.2%       | 医療，福祉                         | 7.2%        |
| 通信業                         | 23.3%       | 複合サービス事業                   | 15.2%       |
| 放送業                         | 21.2%       | 郵便局                             | 25.6%       |
| 情報サービス業                 | 38.6%       | 協同組合（他に分類されないもの）   | 10.2%       |
| インターネット附随サービス業   | 19.3%       | サービス業（他に分類されないもの） | 11.2%       |
| 映像・音声・文字情報制作業     | 17.5%       | （対事業所サービス業）             | 12.1%       |
| 運輸業，郵便業                 | 7.4%        | 職業紹介・労働者派遣業             | 13.0%       |
| 鉄道業                         | 27.4%       | その他の事業サービス業             | 11.9%       |
| 道路旅客運送業                 | 5.2%        | （対個人サービス業）               | 13.8%       |
| 道路貨物運送業                 | 5.2%        | 自動車整備業                       | 8.8%        |
| 水運業                         | 2.6%        | 機械等修理業                       | 17.5%       |
| 航空運輸業                     | 19.4%       | （対社会的サービス業）             | 7.1%        |
| 倉庫業                         | 9.2%        | 廃棄物処理業                       | 2.8%        |
| 運輸に附帯するサービス業       | 7.7%        | 政治・経済・文化団体               | 12.0%       |
| 郵便業（信書便業を含む）       | 23.5%       | 宗教                               | 8.1%        |
| 卸売業，小売業                 | 5.9%        | その他のサービス業                 | 11.2%       |
| 繊維、飲食料品その他卸売業     | 12.0%       |                                    |             |
| 織物、飲食料品その他小売業     | 2.8%        |                                    |             |
| 金融業，保険業                 | 15.8%       |                                    |             |
| 金融業                         | 14.3%       |                                    |             |
| 保険業                         | 18.1%       |                                    |             |

### 日本における関連資格
2006年に厚生労働省が策定した「労働者の心の健康の保持増進のための指針」の中で、精神保健の担い手として例示されている資格について、下記にそれぞれの活動領域や養成課程などの背景をまとめ、その同異を示す。なお、産業医や衛生管理者などは、現実的にはケガや感染症予防などの安全衛生相談が中心となるため割愛する。
|                                  | 必須資格           | 養成課程                 | 養成課程の 最短所要期間             | 試験 | 臨床実務訓練 |
| -------------------------------- | ------------------ | ------------------------ | ----------------------------------- | ---- | ------------ |
| 精神科医                         | 医師免許           | 大学医学部               | 6年間                               | 有   | 必須         |
| 保健師                           | 看護師免許         | 保健師助産師看護師養成所 | 4年間 ※看護大学など卒業時           | 有   | 必須         |
| 精神保健福祉士                   | 精神保健福祉士免許 | 精神保健福祉士養成施設   | 4年間 ※福祉大学など卒業時           | 有   | 必須         |
| 臨床心理士                       | 臨床心理学系修士号 | 臨床心理士指定大学院     | 7年間 ※学部＋専門職大学院など修了時 | 有   | 必須         |
| 産業カウンセラー                 | -                  | 養成講座／通信講座       | 7ヶ月間（講座数は約20回）           | 有   | 不要         |
| 心理相談員                       | -                  | 養成研修                 | 3日間                               | 無   | 不要         |
| メンタルヘルス・マネジメント検定 | -                  | -                        | -                                   | 有   | 不要         |

- 表中の「メンタルヘルス・マネジメント検定」は、厳密には「検定」であり「資格」ではない。

### 事業者の取り組み

#### 4つのケア
事業所における精神保健の内容として、2000年の「事業場における労働者の心の健康づくりのための指針」以来、4つのケアの推進が云われている。
1. セルフケア -  社員職員自身がストレスや心の健康について理解し、自らのストレスを予防・軽減して心の健康を維持する（ストレス管理）。
2. ラインによるケア -  社員職員と日常的に接するライン管理職が、心の健康に関わる職場環境の改善や社員職員に対する相談対応を行う。
3. 企業内産業保健スタッフ等によるケア -  健康管理の担当者、安全衛生委員会等が事業所の心の健康づくり対策の提言を行うとともにその推進を担い、社員職員及びライン管理職を支援する。
4. 外部資源によるケア -  地域産業保健センター、都道府県産業保健推進センター、中央労働災害防止協会、労働者健康保持増進サービス機関等の外部機関、及び労働衛生コンサルタントなどの専門家を活用しその支援を受ける。

#### 産業精神保健の具体的進め方
2006年の厚生労働省「労働者の心の健康の保持増進のための指針」は、精神保健の具体的な進め方について以下の4点をあげている。
1. 精神保健を推進するための教育研修・情報提供 - それを社員、ライン管理職、産業保健スタッフや衛生委員会メンバー等のそれぞれの段階でおこなう。
2. 職場環境等の把握と改善 - 職場環境等を評価し、問題点を把握した上で、職場環境のみならず勤務形態や職場組織の見直し等の様々な観点から職場環境等の改善を行う（一次予防）
3. メンタル不調への気づきと対応 - メンタル不調に陥る社員職員の早期発見と適切な対応のための体制や、社外産業医や医療機関などとのネットワーク整備（二次予防）
4. 職場復帰における支援 - メンタル不調による休職者の職場復帰における支援のため、職場復帰支援プログラムを策定する。そこにおいて、休業の開始から通常業務への復帰に至るまでの一連の標準的な流れを明らかにし、関係者の役割等について定める（三次予防）

それと同時にメンタルヘルスに関する個人情報の保護への配慮、具体的にはメンタルヘルスに関わる個人情報を主治医や家族から得る場合にはあらかじめその社員の同意が必要であること。産業医等が知り得たメンタルヘルスに関する社員の個人情報を事業者等に提供する場合でも、提供する情報の範囲と提供先を企業側の対応に必要な範囲で最小限とすることなどをあげている。

### 職業性ストレスと労災認定
労働災害認定基準（基発1226第1号）によれば、労働に起因する精神障害の原因としてストレス脆弱性モデルを挙げており、認定基準に「対象疾病の発病前おおむね6か月の間に、業務による強い心理的負荷（職業性ストレス）が認められること」を定めている。
「業務による強い心理的負荷」は、以下何れかに該当した場合となる。一部を例示する。
発病前おおむね6か月間における「特別な出来事」
- 発症直前の1か月におおむね160時間を超えるような、又はこれに満たない期間にこれと同程度の、例えば3週間におおむね120時間以上の時間外労働（極度の長時間労働）[24]。
- 業務関連で他人を死亡させ、又は生死にかかわる重大なケガを負わせた[24]。
  - 強姦や、本人の意思を抑圧して行われたわいせつ行為などの、セクシュアルハラスメント[24]。

いくつか個別の事象を強・中・弱で評価し、それらを総合評価して「強」であった場合
- 1か月に80時間以上の時間外労働を行った - 「中度」[24]
  - 直前の連続した2か月間に、月あたりおおむね120時間以上の時間外労働を行い、その業務内容が通常その程度の労働時間を要するものであった - 「強度」[24]
  - 直前の連続した3か月間に、月あたりおおむね100時間以上の時間外労働を行い、その業務内容が通常その程度の労働時間を要するものであった - 「強度」[24]
- 12日以上にわたって連続勤務を行った - 「中度」[24]
  - 1か月以上にわたって連続勤務を行った - 「強度」[24]

## 課題

### 普及率
| 企業・事業所規模 | 取り組み割合 | 取り組み割合              |
| 企業・事業所規模 | 2007年度調査 | 2002年度調査 （前回調査） |
| ---------------- | ------------ | ------------------------- |
| 5000人以上       | 100.0%       | 88.9%                     |
| 1000人-4999人    | 95.5%        | 90.6%                     |
| 300人-999人      | 83.0%        | 64.7%                     |
| 100人-299人      | 64.1%        | 44.0%                     |
| 50人-99人        | 45.2%        | 32.4%                     |
| 30人-49人        | 36.8%        | 26.6%                     |
| 10人-29人        | 29.2%        | 20.2%                     |

| 内容                                                      | 割合（複数回答） |
| --------------------------------------------------------- | ---------------- |
| 労働者からの相談対応 （心理カウンセリングなど）の体制整備 | 59.3%            |
| 労働者への教育研修・情報提供                              | 49.3%            |
| 管理監督者への教育研修・情報提供                          | 34.5%            |

| 理由                   | 割合（複数回答） |
| ---------------------- | ---------------- |
| 専門スタッフがいない   | 44.3%            |
| 取り組み方が分からない | 42.2%            |
| 必要性を感じない       | 28.9%            |
| 労働者の関心がない     | 27.7%            |
| 経費がかかる           | 12.1%            |
| その他                 | 17.5%            |
| 不明                   | 0.7%             |

2007年度に厚生労働省が取りまとめた全国規模の企業・事業所現場調査によると、労働者300人以上のいわゆる大企業は、80%-100%が産業精神保健に取り組んでいる（表1）。
労働者300人未満のいわゆる中小企業では、規模と取り組み割合は正比例しており規模が小さい企業・事業所ほど取り組みが遅れているが、労働者10人-49人程度の小規模企業（個人事業・自営業）であっても、およそ3ヶ所に1ヶ所は、既に産業精神保健に取り組んでいる（表1）。
この結果を2002年度調査（前回調査）と比較すると、大企業-中小企業までの全ての規模の企業・事業所において、産業精神保健への取り組み割合が増加・拡大している（表1）。
ただし、中小企業における産業精神保健への取り組み割合は、最大でも64%程度であるが（表1。企業・事業所規模：100人-299人を参照）、中小企業は労働者の人数が少ない性質上、職場内の人間関係が閉鎖化・固定化しやすいことがあり、好ましくない関係性が固定化してしまった場合には、そのような職場風土に起因したストレスやハラスメントが生じる恐れがあると指摘されているため、今後の着実な取り組み推進が急務とされるなど、特に中小企業における労働者への専門的なケアの充実は、いまだ途上の段階にある。
一方、各企業・事業所において最も多く取り組まれている産業精神保健は、「心理カウンセリングなどの体制整備」で、対策全体の約60%を占めており、今日では心理職専門家による心理カウンセリングが、産業・労働分野においての健康管理の一環として、一定の普及・定着を見せていることが現場から報告されている（表2）。
他方、いまだ産業精神保健に取り組めていない企業・事業所が回答した理由では、「専門スタッフがいない」「取り組み方が分からない」がほぼ同率で第1位と第2位を占めている（表3）。企業・事業所の大小を問わず、経営者にとってはネックとなりがちな「経費がかかる」との回答は、12%程度で、具体的な回答項目の中では最も少なく、産業精神保健が遅れている各企業・事業所が抱えるのは、コスト面の課題よりもメンタルヘルスケアの担い手とのマッチング面の課題の方が、より大きなウエイトとなっていることが報告されている（表3）。
この課題に対する支援としては、各地方の産業精神保健支援センターや地域産業保健センターも相談を受け付けている。また、医療系ポータルサイトのWAM NETや心理士職能団体の日本臨床心理士会が各都道府県の医療機関・相談機関の検索サービスを公開しており、労働者自身でも個別にそれらの専門機関を探せるほか、企業・事業所へ「外部EAP（Employee Assistance Program：従業員支援プログラム）」を提供している専門機関も含まれているため、各企業・事業所の経営者にとっても、産業精神保健導入時の情報ツールのひとつとなっている。

### プライバシーへの配慮
企業には、同時に個人情報保護法が影響し、特にメンタルヘルスの問題はセンシティブである。命に関わるなど緊急の場合は別であるが、本人から聞いた話を他の人に伝えるのは本人の同意が必要であり、家族から事情聴取する。

### ストレスを強調することの問題点
従業員向けの講演では、ストレスとうつ病が過剰に強調されている。典型的なうつ病とは性格要因が強いものであるが、環境要因が強調され過ぎている。頑張りすぎる人がうつ病になりやすいという性格要因に触れ、十分な休養が必要であり、薬の服用、励まさないといった性格要因が影響する典型的なうつ病への対策が示されているが、これは外部からもたらされる環境的なストレスが原因ではない。
環境要因であるストレスのみによって精神的な不調が起こるとも理解されていないし、実際に病的となった人は、ストレスに脆いといった誤解にもつながるおそれもある。

### 原職復帰について
日本の厚生労働省マニュアル規定では、スムーズな復帰支援のため「慣れた職場に戻す」という観点から「原職復帰の原則」を運用しているが、日本精神神経科診療所協会会長で産業医も務める渡辺洋一郎によると「この原則こそが再発防止のネックになっていることも少なくない」とし、また「経営者は従業員のよりよい職場適応を図ることが重要と認識し、産業医がそのための専門性を高めることが必要」と語っている。